# Деніел Поллок
Деніел Джон Поллок (англ. Daniel John Pollock; 24 серпня 1968, Мельбурн, Вікторія, Австралія — 13 квітня 1992, Сідней, Новий Південний Уельс, Австралія) — австралійський актор, який здобув відомість завдяки ролі Дейві у фільмі 1992 року «Ромпер Стомпер».

## Біографія
Деніел Поллок народився 24 серпня 1968 року в Мельбурні, штат Вікторія, в сім'ї Джона і Люсі Поллок. У середині 1980-х років він відвідував старшу муніципальну школу Свінберна в мельбурнському передмісті Готорн.

### Акторська діяльність
Деніел знявся у фільмах «Коханець» (1989), «Вбивство на вулиці Нірвани» (1990), «Смерть у Брауншвейзі» (1991), «Доказ» (1991) і «Ромпер Стомпер» (1992).

### Смерть
У віці 19 років Деніел потрапив у трагічну автомобільну аварію, коли, перебуваючи за кермом у стані алкогольного сп'яніння, не впорався з керуванням. Автомобіль з'їхав у річку Ярра, в результаті чого жінка-пасажир потонула. Поллок, глибоко вражений почуттям провини й каяття за цей інцидент, звинувачував себе за скоєне і впав у глибоку депресію, що незабаром привело до самогубних роздумів.
13 квітня 1992 року, у віці 23 років, Поллок пригнув під колеса сіднейського приміського поїзда.

## Фільмографія
| Рік |  | Українська назва | Оригінальна назва | Роль |
| --- |  | ---------------- | ----------------- | ---- |